# نیتروگلیسیرین (دارو)
نیتروگلیسیرین، که با عنوان گلیسریل تری‌نیترات (GTN) نیز شناخته می‌شود، دارویی است که برای نارسایی قلبی، فشار خون بالا، شقاق مقعدی، قاعدگی دردناک، و برای درمان و پیشگیری از درد قفسه سینه ناشی از کاهش جریان خون به قلب (آنژین صدری) یا ناشی از استفاده تفریحی از کوکائین، تجویز می‌شود. این دارو از طریق خوراکی، زیرزبانی، به‌صورت چسب پوستی یا تزریق وریدی مصرف می‌شود.
اثرات جانبی رایج مصرف نیتروگلیسیرین، شامل سردرد و فشار خون پایین است. مشخص نیست که آیا استفاده در بارداری برای نوزاد بی‌خطر است یا خیر. به‌دلیل خطر فشار خون پایین، این دارو نباید همراه با داروهای خانواده سیلدنافیل (مهارکننده‌های PDE5) استفاده شود. نیتروگلیسیرین در خانواده دارویی نیترات‌ها قرار دارد. اما نحوهٔ عملکرد آن کاملاً مشخص نیست. اعتقاد بر این است که این دارو با گشاد کردن عروق خونی عمل می‌کند.
در رابطه با نیتروگلیسیرین، نخستین بار در اوایل سال ۱۸۴۶، مطالبی نوشته شد و در سال ۱۸۷۸ مورد استفاده پزشکی قرار گرفت. این دارو در فهرست داروهای ضروری سازمان جهانی بهداشت قرار دارد. داروی نیتروگلیسیرین (GTN) یک شکل رقیق از همان ماده شیمیایی است که به‌عنوان ماده منفجره، نیتروگلیسیرین استفاده می‌شود. رقیق شدن نیتروگلیسیرین، آن را غیرقابل انفجار می‌کند. در سال ۲۰۱۹، این دارو با بیش از ۳ میلیون نسخهٔ پزشکی، ۱۸۴اُمین داروی تجویزی رایج در ایالات متحده بود.

## کاربردها در پزشکی

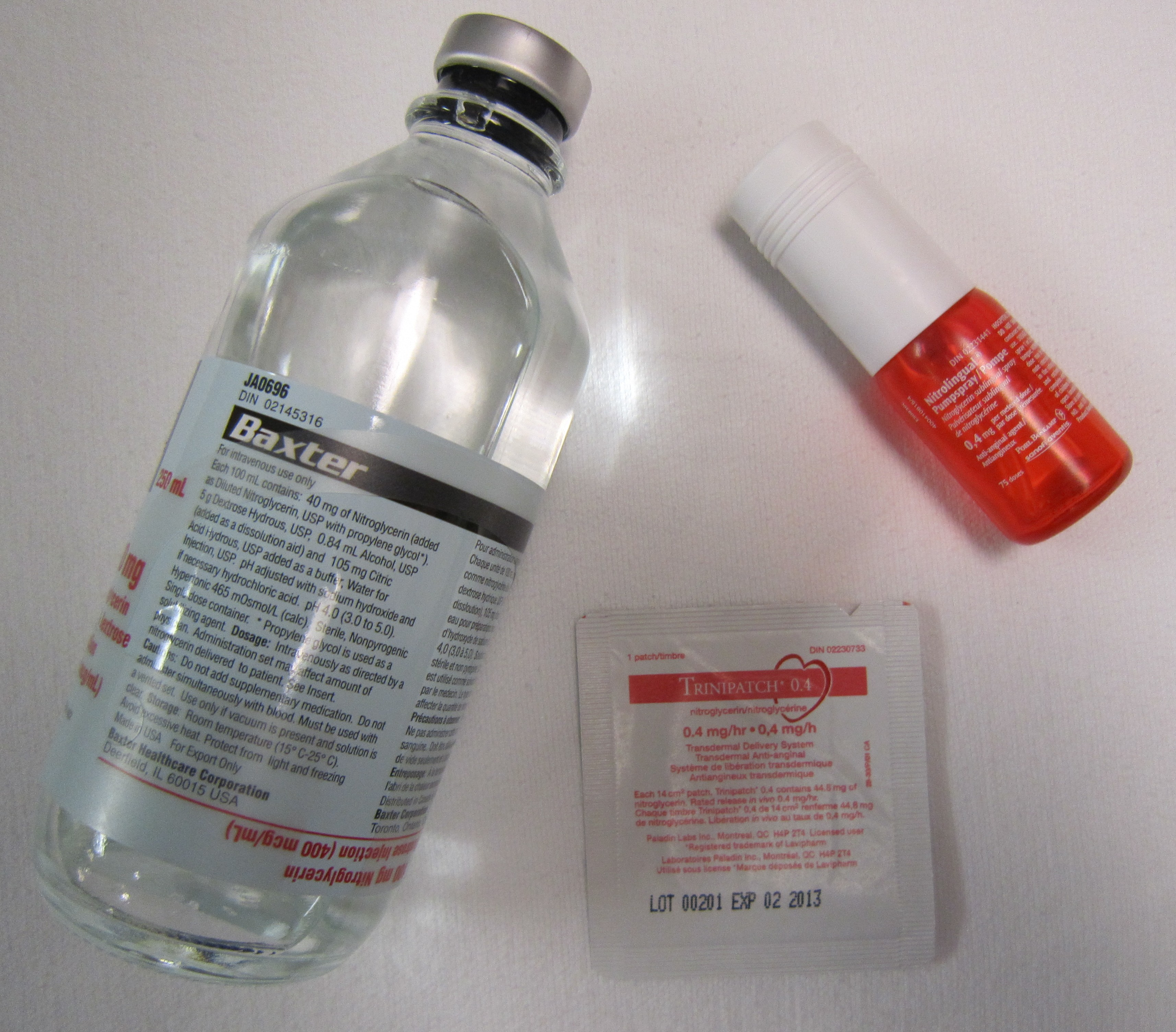
سه شکل دارویی مختلف نیتروگلیسیرین: داخل وریدی، اسپری زیرزبانی و برچسب پوستی نیتروگلیسیرین.

نیتروگلیسیرین برای درمان آنژین صدری، انفارکتوس حاد میوکارد، فشار خون بالا شدید و اسپاسم حاد عروق کرونر استفاده می‌شود. این دارو ممکن است به صورت داخل وریدی، به صورت اسپری زیرزبانی، یا به‌عنوان برچسب پوستی، تجویز شود.

### آنژین
نیتروگلیسیرین در کاهش حملات آنژین، مفید است. با این‌حال، اثربخشی این دارو با ایجاد تحمل/تاکی‌فیلاکسی در عرض ۲ تا ۳ هفته پس از استفادهٔ مداوم، محدود می‌شود. تجویز و جذب مداوم (مانند قرص‌های روزانه و به‌ویژه برچسب‌های پوستی) شروع تحمل دارویی را تسریع کرده و سودمندی دارو را محدود می‌کند؛ بنابراین، نیتروگلیسیرین زمانی که فقط در دوز کوتاه‌مدت و پالس استفاده می‌شود، بهترین عملکرد را دارد. این دارو برای انفارکتوس میوکارد (حمله قلبی) و ادم ریوی مفید است و ممکن است به‌صورت دوز زیرزبانی یا باکال به‌شکل قرص یا اسپری در دهان برای درمان حمله آنژین تجویز شود.

### کاربردهای دیگر
شواهد آزمایشی حاکی از اثربخشی نیتروگلیسیرین در درمان تاندونوپاتی‌های مختلف، هم در مدیریت درد و هم در تسریع ترمیم بافت نرم است.
نیتروگلیسیرین همچنین در درمان شقاق مقعدی استفاده می‌شود اما معمولاً در غلظت بسیار پایین‌تری نسبت به درمان آنژین استفاده می‌شود. این دارو برای کاهش درد ناشی از قاعدگی دردناک نیز مورد استفاده است.
نیتروگلیسیرین، زمانی برای پیشگیری و درمان پوکی استخوان مورد تحقیق قرار گرفت. با این‌حال، مشخص شد که محقق این تحقیق، سوفی جمال، یافته‌ها را جعل کرده‌است و یکی از بزرگ‌ترین موارد بدرفتاری علمی در کانادا را ایجاد کرده‌است.

### مقاومت دارویی
پس از استفادهٔ طولانی‌مدت این دارو، ممکن است تحمل نیترات در بیمار ایجاد شود و اثربخشی دارو را کاهش دهد. مقاومت دارویی شامل از بین رفتن اثرات علامتی و همودینامیک نیتروگلیسیرین و/یا نیاز به دوزهای بالاتر دارو برای دستیابی به اثرات مشابه تعریف می‌شود. مطالعات نشان داده‌است که تحمل نیترات، با ناهنجاری‌های عروقی مرتبط است و همچنین شامل اختلال عملکرد اندوتلیال و خودمختار است. مکانیسم‌های تحمل نیترات در ۳۰ سال گذشته بررسی شده‌است و چندین فرضیه برای توضیح این موضوع، ارائه شده‌است از جمله:
1. افزایش حجم پلاسمای خون
2. اختلال در تبدیل نیتروگلیسیرین به NO یا گونه‌های مرتبط
3. مقابله با رگ‌گشادگی[۲۳]
4. استرس اکسیداتیو

## اثرات جانبی
نیتروگلیسیرین می‌تواند باعث افت شدید فشار خون، تاکی‌کاردی و سردردهای شدید شود که نیاز به مداخلهٔ ضد درد برای تسکین درد دارد که ماهیت دردناک آن می‌تواند تأثیر منفی قابل‌توجهی بر پذیرش بیمار داشته باشد.
این دارو همچنین در صورت استفاده همراه با داروهای گشادکننده عروقی که برای اختلال نعوظ استفاده می‌شوند مانند سیلدنافیل، تادالافیل و واردنافیل می‌تواند باعث افت شدید فشار خون، توقف یا اختلال در گردش خون و مرگ شود.
به‌دلیل خطر انفجار و/یا سوختگی، چسب‌های پوستی نیتروگلیسیرین باید پیش از دفیبریلاسیون برداشته شوند. مصرف بیش از حد این دارو ممکن است باعث ایجاد مت‌هموگلوبینمی شود.

## تاریخچه
تقریباً از زمان نخستین سنتز نیتروگلیسیرین توسط آسکانیو سوبررو در سال ۱۸۴۶ مشخص شده بود که دست زدن و چشیدن نیتروگلیسیرین می‌تواند باعث سردردهای شدید ناگهانی شود، که یک اثر اتساع عروق را باعث شود. کنستانتین هرینگ در سال ۱۸۴۷ شکلی از نیتروگلیسیرین را توسعه داد و از دوز مشخصی از آن، به‌عنوان درمان تعدادی از بیماری‌ها حمایت کرد. با این‌حال، استفاده از آن به‌عنوان یک درمان خاص برای فشار خون و درد قفسهٔ سینه، جزو این موارد نبود.
پس از کشف توماس برانتون مبنی بر این‌که از آمیل نیتریت می‌توان برای درمان درد قفسه‌سینه استفاده کرد، ویلیام مورل استفاده از نیتروگلیسیرین را برای بهبود آنژین صدری و کاهش فشار خون، آزمایش کرد و نشان داد که سردردهای همراه با مصرف دارو، در نتیجهٔ مصرف بیش از حد دارو رخ می‌دهد. مورل در سال ۱۸۷۸ شروع به درمان بیماران با دوزهای پایین نیتروگلیسیرین کرد و این ماده پس از انتشار نتایج مثبت درمانی خود در نشریه لنست در سال ۱۸۷۹ به‌طور گسترده‌ای مورد استفاده قرار گرفت.
مؤسسه‌های پزشکی از نام «گلیسریل تری‌نیترات» یا «تری‌نیترین» برای جلوگیری از نگران کردن بیماران استفاده می‌کردند، زیرا یک تصور عمومی غالب از نام «نیتروگلیسیرین» به‌عنوان یک مادهٔ منفجره در جامعه، وجود داشت.